# 阳朝乡
阳朝乡，是中华人民共和国湖南省湘西土家族苗族自治州保靖县下辖的一个乡镇级行政单位。

## 行政区划
阳朝乡下辖以下地区：
阳朝村、科秋村、米溪村、龙头村、梭落坪村、甫吉村、仙仁村、猛科村、溪洲村、夕铁村、龙家村和麦坪村。